# War Leaders: Clash of Nations
War Leaders: Clash of Nations (с англ. — «Военные лидеры: столкновение наций») — компьютерная игра в жанре пошаговая стратегия. Разработана компанией Enigma Software Productions и выпущена компанией Dreamcatcher Interactive в сентябре 2008 года. В России была выпущена компанией «Акелла» под названием «Полководцы: Мастерство войны».

## Об игре
События игры происходят во время начала Второй мировой войны на фронтах Европы, Северной Африки и тихоокеанского региона. Игроку доступны семь наций: СССР, нацистская Германия, США, Франция, Япония, Великобритания и Королевство Италия. Имея в своём распоряжении все ресурсы государства можно изменить ход войны. В игре присутствуют около 200 карт, в том числе — воспроизводящих исторические поля сражений, а также узнаваемую архитектуру мировых столиц (здание Рейхстага, Эйфелеву башню, Капитолий). Также есть более 350 видов боевых единиц, разделенных на 25 классов: танки, транспортники, пехота, бомбардировщики, истребители, боевые корабли, субмарины.

## Отзывы
Игра получила в основном негативные отзывы критиков. Absolute Games поставила игре 35 % (плохо).

## Цензура
Во многих странах мира на обложке игры и в самой игре вместо Адольфа Гитлера был другой человек по имени Рудольф Тесслер, внешне, отдалённо напоминающий Гитлера. Японским лидером изображён Хидэки Тодзио, а итальянским Бенито Муссолини, они цензуре не подвергались.